# Estonski evrokovanci
Estonski evrokovanci so kot del evropske valute evro uradno plačilno sredstvo v Estoniji, ki je evro uvedla 1. januarja 2011 namesto estonske krone. Estonija je kot prva izmed desetih novih članic Evropske unije razkrila podobo svojih evrokovancev. Vsi imajo na hrbtni strani enoten motiv - obris Estonije ter napis Eesti (estonski naziv za Estonijo). Na obodu kovanca je upodobljenih še dvanajst zvezd. Motiv je oblikoval Lembit Lõhmus in je bil med desetimi prijavljenimi motivi izbran s telefonskim glasovanjem decembra 2004. Zmagovalni motiv je prejel 27,46 odstotkov vseh glasov.
Estonija je sprva nameravala skupaj s Slovenijo in Litvo prevzeti evro s 1. januarjem 2007, a je načrte zaradi previsoke inflacije spremenila in postavila nov rok zamenjave denarne enote na 1. januar 2008. Tudi ta rok se je izkazal za nerealnega, tako da je novi in končni datum bil pomaknjen na 1. januar 2011.

## Podoba estonskih evrokovancev
| Estonski evrokovanci – zadnja stran | Estonski evrokovanci – zadnja stran | Estonski evrokovanci – zadnja stran                       |
| 0,01 €                              | 0,02 €                              | 0,05 €                                                    |
| ----------------------------------- | ----------------------------------- | --------------------------------------------------------- |
|                                     |                                     |                                                           |
| Zemljevid Estonije                  |                                     |                                                           |
| 0,1 €                               | 0,2 €                               | 0,5 €                                                     |
|                                     |                                     |                                                           |
| Zemljevid Estonije                  |                                     |                                                           |
| 1 €                                 | 2 €                                 | Rob kovanca za 2 €                                        |
|                                     |                                     | "O" in "E E S T I" ponovljeno izmenično obrnjeno na glavo |
| Zemljevid Estonije                  |                                     |                                                           |
|                                     |                                     |                                                           |

## Kovnica
Estonija je prošnjo za kovanje estonskih evrokovancev naslovila na vseh 15 kovnic, ki imajo licenco za kovanje evrokovancev. 5 kovnic se je odzvalo s ponudbo: Rahapaja Moneta (Finska), Royal Mint (Združeno kraljestvo), Staatlichen Münzen Baden-Württemberg (Nemčija), Münze Österreich (Avstrija) in Monnaie de Paris (Francija). Estonska narodna banka se je odločila za finsko kovnico, ki je za izdelavo 100 milijonov kovancev ponudila najnižjo ceno.